# Philippe Martin (Rennfahrer)

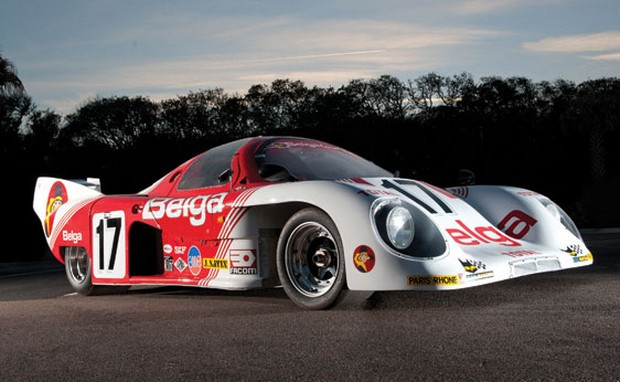
Der Rondeau M379 mit dem Gordon Spice, Philippe und Jean-Michel Martin 1980 Gesamtdritte beim 24-Stunden-Rennen von Le Mans wurden

Philippe Martin (* 26. Januar 1955) ist ein ehemaliger belgischer Autorennfahrer.

## Karriere als Rennfahrer
Philippe Martin ist der jüngere Bruder von Jean-Michel Martin, mit dem er fast alle seine Langstreckenrennen als Teampartner bestritt. Auch sein Neffe Maxime Martin ist Rennfahrer. Mit seinem Bruder gewann er zweimal, 1979 und 1980, die Gesamtwertung des 24-Stunden-Rennens von Spa-Francorchamps.
Sechsmal war er beim 24-Stunden-Rennen von Le Mans am Start. 1980, bei seinem Debüt, erreichte er mit seinem Bruder und Gordon Spice auf einem Rondeau M379 den dritten Gesamtrang. Seine beste Platzierung abseits von Le Mans war der fünfte Endrang mit Jürgen Lässig und Hervé Regout auf einem Porsche 956 beim 1000-km-Rennen von Spa-Francorchamps 1984.

## Statistik

### Le-Mans-Ergebnisse
| Jahr | Team                    | Fahrzeug           | Teamkollege        | Teamkollege      | Platzierung | Ausfallgrund |
| ---- | ----------------------- | ------------------ | ------------------ | ---------------- | ----------- | ------------ |
| 1980 | Belga Jean Rondeau      | Rondeau M379       | Jean-Michel Martin | Gordon Spice     | Rang 3      |              |
| 1981 | Alain de Cadenet        | De Cadenet-Lola LM | Jean-Michel Martin | Alain de Cadenet | Ausfall     | Motorschaden |
| 1982 | Belga Team Joest Racing | Porsche 936C       | Jean-Michel Martin | Bob Wollek       | Ausfall     | Motorschaden |
| 1983 | Belga Team Joest Racing | Porsche 936C       | Jean-Michel Martin | Marc Duez        | Ausfall     | Benzinpumpe  |
| 1984 | Mazdaspeed Co. Ltd.     | Mazda 727C         | Jean-Michel Martin | Dave Kennedy     | Rang 15     |              |
| 1985 | Mazdaspeed Co. Ltd.     | Mazda 737C         | Jean-Michel Martin | Dave Kennedy     | Rang 19     |              |

### Einzelergebnisse in der Sportwagen-Weltmeisterschaft
| Saison | Team                                    | Rennwagen                             | 1   | 2   | 3   | 4   | 5   | 6   | 7   | 8   | 9   | 10  | 11  | 12  | 13  | 14  | 15  | 16  | 17  |
| ------ | --------------------------------------- | ------------------------------------- | --- | --- | --- | --- | --- | --- | --- | --- | --- | --- | --- | --- | --- | --- | --- | --- | --- |
| 1979   | Spice Racing                            | Ford Capri                            | DAY | SEB | MUG | TAL | DIJ | RIV | SIL | NÜR | LEM | PER | DAY | WAT | SPA | BRH | ROA | VAL | ELS |
| 1979   | Spice Racing                            | Ford Capri                            |     |     |     |     |     |     |     |     |     | 1   |     |     |     |     |     |     |     |
| 1980   | Jean Rondeau Belga Team                 | Rondeau M379                          | DAY | BRH | SEB | MUG | MON | RIV | SIL | NÜR | LEM | DAY | WAT | SPA | MOS | ROA | VAL | DIJ |     |
| 1980   | Jean Rondeau Belga Team                 | Rondeau M379                          |     |     |     |     |     |     |     |     | 3   |     |     | 1   |     |     |     |     |     |
| 1981   | Kent Racing Alain de Cadenet Belga Team | Mazda RX-7 De Cadenet-Lola Ford Capri | DAY | SEB | MUG | MON | RIV | SIL | NÜR | LEM | PER | DAY | WAT | SPA | MOS | ROA | BRH |     |     |
| 1981   | Kent Racing Alain de Cadenet Belga Team | Mazda RX-7 De Cadenet-Lola Ford Capri | 7   |     |     |     |     |     |     | DNF |     |     |     | 13  |     |     |     |     |     |
| 1982   | Joest Racing                            | Porsche 936                           | MON | SIL | NÜR | LEM | SPA | MUG | FUJ | BRH |     |     |     |     |     |     |     |     |     |
| 1982   | Joest Racing                            | Porsche 936                           | DNF | 3   | DNF | DNF | 4   |     |     |     |     |     |     |     |     |     |     |     |     |
| 1983   | Joest Racing                            | Porsche 936                           | MON | SIL | NÜR | LEM | SPA | FUJ | KYA |     |     |     |     |     |     |     |     |     |     |
| 1983   | Joest Racing                            | Porsche 936                           |     | DNF |     | DNF |     |     |     |     |     |     |     |     |     |     |     |     |     |
| 1984   | Mazdaspeed Obermaier Racing             | Mazda 727C Porsche 956                | MON | SIL | LEM | NÜR | BRH | MOS | SPA | IMO | FUJ | KYA | SAN |     |     |     |     |     |     |
| 1984   | Mazdaspeed Obermaier Racing             | Mazda 727C Porsche 956                |     |     | 15  |     |     |     | 5   |     |     |     |     |     |     |     |     |     |     |
| 1985   | Mazdaspeed                              | Mazda 737C                            | MUG | MON | SIL | LEM | HOK | MOS | SPA | BRH | FUJ | SEL |     |     |     |     |     |     |     |
| 1985   | Mazdaspeed                              | Mazda 737C                            | 19  |     |     |     |     |     |     |     |     |     |     |     |     |     |     |     |     |